# Лу Жунтин
Лу Жунти́н (кит. трад. 陸榮廷, упр. 陆荣廷, пиньинь Lù Róngtíng, 9 сентября 1859 — 6 ноября 1928) — китайский политический деятель и военный генерал периода конца эпохи Цин и первых лет Китайской Республики.

## Жизнь и деятельность

### Конец эпохи Цин
Родился в уезде Уюань Сыэньской управы провинции Гуанси (ныне район Умин городского округа Наньнин, Гуанси-Чжуанский автономный район). Принадлежал к этнической группе чжуанов. Происходил из бедной крестьянской семьи, чтобы заработать на жизнь, в юности занимался воровством. В 1882 году вступил в местное тайное общество. Когда в 1884 году началась Франко-китайская война, Лу Жунтин вступил в ряды регулярной армии империи Цин и успешно воевал против французов, заслужив признание местных жителей, однако после окончания войны и упразднения военного подразделения армии, в котором он служил, Лу Жунтин ненадолго вернулся к прежней воровской жизни.
В 1894 году командующий войсками провинции Гуанси Су Юаньчунь назначил Лу Жунтина командиром батальона регулярной армии. В 1903—1905 годах Лу Жунтин активно участвовал в подавлении восстаний тайных обществ в Гуанси. Зимой 1904 года наместник Лянгуана Цэнь Чуньсюань назначил его командиром отряда пограничной службы Гуанси, состоявшего из 4000 человек. В дальнейшем именно данное подразделение станет ядром Старой клики Гуанси.
В декабре 1907 года Лу Жунтин и Лун Цзигуан возглавили части цинской армии в подавлении восстания у заставы Чжэньнаньгуань, которым руководили Сунь Ятсен и Хуан Син. В результате успешной контратаки армии Цин восстание было подавлено, Сунь Ятсен бежал из страны, а императорский двор пожаловал Лу Жунтину титул «батыр» за военные заслуги. Затем он был назначен помощником наместника провинции по военным делам, а в 1909 году был повышен до наместника провинции Гуанси.

### Лидер Старой клики Гуанси
После Учанского восстания генерал-губернатор Гуанси Чэнь Бинкунь 7 июля 1911 года провозгласил независимость провинции Гуанси и сформировал военное правительство. В то время Чэнь Бинкунь был главой военного правительства Гуанси, а комиссар по гражданским и финансовым делам провинции Ван Чжисян и командующий войсками Гуанси Лу Жунтин были его заместителями. Вскоре Чэнь Бинкунь и Ван Чжисян покинули провинцию Гуанси, а Лу Жунтин взял ее под свой контроль. Из-за подавления восстаний революционеров в прошлом у Лу Жунтина были плохие отношения с Тунмэнхой и другими революционными группировками.
8 февраля 1912 года Юань Шикай официально назначил Лу Жунтина губернатором Гуанси. Во время Второй революции 1913 года Лу Жунтин поддерживал Юань Шикая и подавлял революционные фракции в провинции Гуанси. В 1914 году военное правительство провинции дало ему титул «усмиряющего и воинственного генерала».
Вскоре после этого Цай Э и Тан Цзияо из Юньнаньской клики начали Войну в защиту республики. Лу Жунтин решил поддержать их, для чего тайно завербовал старого врага Юань Шикая Цэнь Чуньсюаня. Некоторые исследователи предполагают, что то причины, по которым отношение Лу Жунтина к Юань Шикаю резко изменилось, заключались, во-первых, в том, что общественное мнение поддерживало «Армию защиты республики», а, во-вторых, в том, что Лу Жунтин был недоволен благосклонным отношением к губернатору Гуандуна Лун Цзигуану со стороны Юань Шикая, надеясь расширить сферу своего влияния на Гуандун. 15 марта 1916 года Лу Жунтин провозгласил независимость провинции Гуанси и присоединился к «Армии защиты республики». Неделю спустя, 22 марта 1916 года, Юань Шикай объявил об отречении.
Летом 1916 года после смерти Юань Шикая армия Лу Жунтина атаковала Лун Цзигуана, управлявшего провинцией Гуандун. В результате Лун Цзигуан бежал на остров Хайнань, а в октябре того же года Лу Жунтин прибыл в Гуанчжоу и занял пост руководителя провинции Гуандун. В апреле 1917 года Лу Жунтин посетил Пекин, его статус губернатора провинций Гуандун и Гуанси был подтверждён официально президентом Китайской республики Ли Юаньхуном.

### Начало эры милитаристов
В 1917 году Сунь Ятсен начал Движение в защиту Конституции, и Лу Жунтин стал заметной фигурой в организованном им в сентябре того же года в Гуанчжоу военном правительстве. В ходе военной реорганизации в мае 1918 года Лу Жунтин и Тан Цзияо из Юньнаньской клики стали членами Комитета семи, заменившего прежнее Военное правительство Китайской республики, состоявшее из генералиссимуса и трёх фельдмаршалов. В августе того же года Лу Жунтин поддержал Цэн Чуньсюаня, занявшего в итоге пост главы Военного правительства Гуанчжоу. Цэн Чуньсюань и Лу Жунтин выступали за «мир между Севером и Югом» и вели переговоры с правительством Пекина. Однако их монополия на власть на Юге не устраивала остальных членов Комитета (Сунь Ятсен, Тан Шаои, Тан Цзияо, У Тинфан, Линь Баои). Кроме того, неприязнь местного населения к господству Лу Жунтина в Гуандуне начала постепенно усиливаться.
В июле 1920 года при поддержке Сунь Ятсена Чэнь Цзюнмин атаковал Цэнь Чуньсюаня и Лу Жунтина, начав тем самым первую Гуандун-Гуансийскую войну. В октябре того же года Цэнь Чуньсюань и Лу Жунтин были изгнаны из Гуандуна.

### Вторая Гуандун-Гуансийская война и конец карьеры
После потери контроля над Гуандуном Лу Жунтин, заручившись поддержкой Бэйянского правительства, приготовился вернуть прежние позиции в регионе. В 1921 году по приказу Сунь Ятсена Чэнь Цзюнмин вторгся в Гуанси, положив начало второй Гуандун-Гуансийской войне. Лу Жунтин послал против него две армии. Войска Чэнь Цзюнмина были отброшены, однако союзник Лу Жунтина Чэнь Бинкунь потерпел поражение, и Чэнь Цзюнмин вторгся в Гуанчжоу. В июле 1921 года Лу Жунтин был вынужден уйти с поста губернатора в Наньнине. К августу Чэнь Цзюнмин захватил Наньнин и остальные территории Гуанси. В конце сентября войска Лу Жунтина оставили Лунчжоу, и он вынужден был бежать в Шанхай.
Однако из-за разногласий между Сунь Ятсеном и Чэнь Цзюнмином в ноябре 1923 года Лу Жунтин вновь был назначен губернатором провинции Гуанси, но свое влияние восстановить полностью не смог, поскольку в это время сформировалась Новая клика Гуанси во главе с Ли Цзунжэнем и Бай Чунси . В 1924 году войска Лу Жунтина подверглись нападению Новой клики Гуанси. К августу того же года Лу Жунтин также потерял Гуйлинь, а затем бежал в Юнчжоу в провинции Хунань. 9 октября 1924 года он официально объявил о своем поражении и об уходе из политики. 6 ноября 1928 года в Шанхае Лу Жунтин умер от болезни.

## Семья
- Шурин: Тань Хаомин
- Зять: Лун Юньган
- Сын: Лу Югуан